# Isla Renaud
La isla Renaud es la mayor de las islas Biscoe en la Antártida, adyacente a la costa occidental de la península Antártica. La isla se ubica entre las islas Pitt, hacia el norte; la isla Rabot al sureste, separadas por el paso Covadonga; y la isla Lavoisier al sur, separadas por el estrecho Pendleton.
La isla tiene 24 millas de largo por 8 millas de ancho y destaca en su litoral la bahía Sobenes al oeste y la punta Lively, llamada cabo Aguirre Romero por Chile, en el extremo sur. Se halla cubierta por un mantode hielo.
Fue cartografiada y nombrada por la Expedición Antártica Francesa de 1908-1910, comandada por Jean-Baptiste Charcot.

## Reclamaciones territoriales
Argentina incluye a la isla en el departamento Antártida Argentina dentro de la provincia de Tierra del Fuego, Antártida e Islas del Atlántico Sur; para Chile forma parte de la comuna Antártica de la provincia Antártica Chilena dentro de la Región de Magallanes y de la Antártica Chilena; y para el Reino Unido integra el Territorio Antártico Británico. Las tres reclamaciones están sujetas a los términos del Tratado Antártico.
Nomenclatura de los países reclamantes: 
- Argentina: isla Renaud
- Chile: isla Renaud
- Reino Unido: Renaud Island